# جان مورفی (شناگر)
جان مورفی (به انگلیسی: John Murphy) (زادهٔ ۱۹ ژوئیهٔ ۱۹۵۳) شناگر اهل ایالات متحده آمریکا است.